# Rodolfo
Rodolfo es un nombre masculino que deriva del germano, cuyo significado es "Aquel que gana la batalla", "El que busca la gloria" o "Lobo sabio", según distintas interpretaciones; encontrando así un significado totémico del nombre antiguo, que unía aptitudes guerreras o de valentía atribuidas al lobo, con una sabiduría que hacía que triunfara por encima de sus enemigos.
No equivale al nombre de Raúl, que proviene del germánico Raðulfr.
Se celebra su onomástico el 17 de octubre en honor a San Rodolfo, monje.
También hay otros santos con este nombre: 
- San Rodolfo Acquaviva, presbítero y mártir – Festividad: 4 de febrero.
- San Rodolfo, obispo – Festividad: 8 de junio.
- San Rodolfo, abad – Festividad: 27 de junio.
- San Rodolfo, confesor – Festividad: 27 de julio

## Personajes célebres que llevaron este nombre
- Rodolfo de Habsburgo, archiduque de Austria (1858-1889), hijo y heredero del emperador Francisco José I y de Isabel, conocida como "Sissi".
- Archiduque Rodolfo de Austria (1788-1831), hijo de Leopoldo II y protector de Beethoven.
- Rodolfo I de Habsburgo, (1218-1291), fue conde de Habsburgo y rey de Alemania.
- Rodolfo Valentino, actor estadounidense de origen italiano. Su verdadero nombre era Rodolfo Pietro Guglielmi.
- Rudolf Diesel, ingeniero alemán, inventor del motor que lleva su nombre.
- Rudolf G. Nureyev, bailarín ruso.
- Rudolf Hess, político nacionalsocialista alemán.
- Rudolf Steiner, filósofo austriaco, autor de Antroposofía.
- Rudolf Carnap, filósofo alemán.
- También ha llevado este nombre el Lago Turkana, en Kenia, que hasta 1975 se llamaba Lago Rodolfo, en honor del mencionado archiduque de Austria.
- Rodolfo Llinás: neurofisiólogo colombiano.
- Rodolfo Menéndez de la Peña, historiador, pedagogo, escritor mexicano

## Personajes actuales
- Rodolfo Rudy Fernández, jugador español de baloncesto.
- Rodolfo Ares, político en el País Vasco
- Rodolfo Páez, más conocido como Fito Páez, cantante argentino.
- Rudolph Giuliani, exalcalde de Nueva York.
- Rodolfo Chikilicuatre, representante de España para el festival de Eurovisión 2008.
- Rodolfo Bodipo, futbolista ecuatoguineano.
- Rodolfo Neri Vela Astronauta Mexicano
- Rodolfo Pizarro futbolista Mexicano
- Rodolfo Jareño Músico y cantante de la banda manchega Nerve Agent
- Rodolfo Roballos Músico y bandoneonista argentino, Director de La Academia Tango Club, escuela de formación de músicos de tango